# Namhae-eup
Namhae-eup (koreanska: 남해읍) är en köping i kommunen Namhae-gun i provinsen Södra Gyeongsang i den södra delen av Sydkorea, 315 km söder om huvudstaden Seoul. Den ligger på ön Namhaedo. Det är kommunens största ort och dess administrativa huvudort.